# Trichophallus borneensis
Trichophallus borneensis är en insektsart som beskrevs av Sigfrid Ingrisch 1998. Trichophallus borneensis ingår i släktet Trichophallus och familjen vårtbitare. Inga underarter finns listade i Catalogue of Life.